# Manucodia
Manucodia är ett fågelsläkte i familjen paradisfåglar inom ordningen tättingar. Släktet omfattar fyra arter som förekommer på Nya Guinea och kringliggande öar:
- Krusmanukod (M. comrii)
- Kråsmanukod (M. chalybatus)
- Jobimanukod (M. jobiensis)
- Svart manukod (M. ater)